# Beszúrásos rendezés

A beszúrásos rendezésre egy példa

A beszúrásos rendezés a rendezési algoritmusok egy csoportja. Legegyszerűbb formája az egyenes beszúrásos rendezési algoritmus egy tömb elemeinek sorba rendezésére. Az algoritmus k-adik lépése előtt az első k-1 elem már rendezett; a lépés során a k-adik elemet beszúrjuk az első k-1 elem közé az őt nagyság szerint megillető helyre, és a nála nagyobbakat eggyel eltoljuk.
Az eljárás hasonlít a kiválasztásos rendezéshez, ahol szintén a k-adik lépés végére az első k elem rendezett; de míg ott az első k helyen a végleges, rendezett sorozat eleje van, addig a beszúrásos rendezésnél a kezdeti, rendezetlen állapot első k eleme, de azok helyes sorrendben.
A beszúrásos rendezés lépésszáma legrosszabb és átlagos esetben is négyzetes, így nagy tömbök esetén nem hatékony. Nagyon kis tömbökre azonban ez a leggyorsabb algoritmus.